# Frederick Gregory
Frederick Drew Gregory (Washington, D.C., 7 de janeiro de 1941) é um ex-astronauta norte-americano. Tornou-se bacharel em Ciências pela Academia da Força Aérea dos Estados Unidos Posteriormente, concluiu um mestrado em Ciências da Informação pela Universidade George Washington. Mais tarde, já no posto de coronel, tornou-se piloto de testes, chegando a voar em 550 missões de combate durante a Guerra do Vietnã. 
Seu primeiro voo espacial foi na missão STS-51-B, em 1985. Posteriormente voou nas missões STS-33, quando tornou-se o primeiro negro a comandar um voo espacial, em 1989 e STS-44, também como comandante, em 1991. Após esta missão Gregory se aposentou do serviço ativo como astronauta, em 1992. 